# Niganda insularis
Niganda insularis är en fjärilsart som beskrevs av Sergius G. Kiriakoff 1960. Niganda insularis ingår i släktet Niganda och familjen tandspinnare. Inga underarter finns listade i Catalogue of Life.